# Kosowo jest serbskie

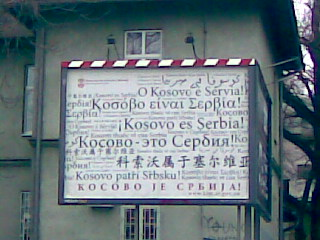
Billboard w Belgradzie

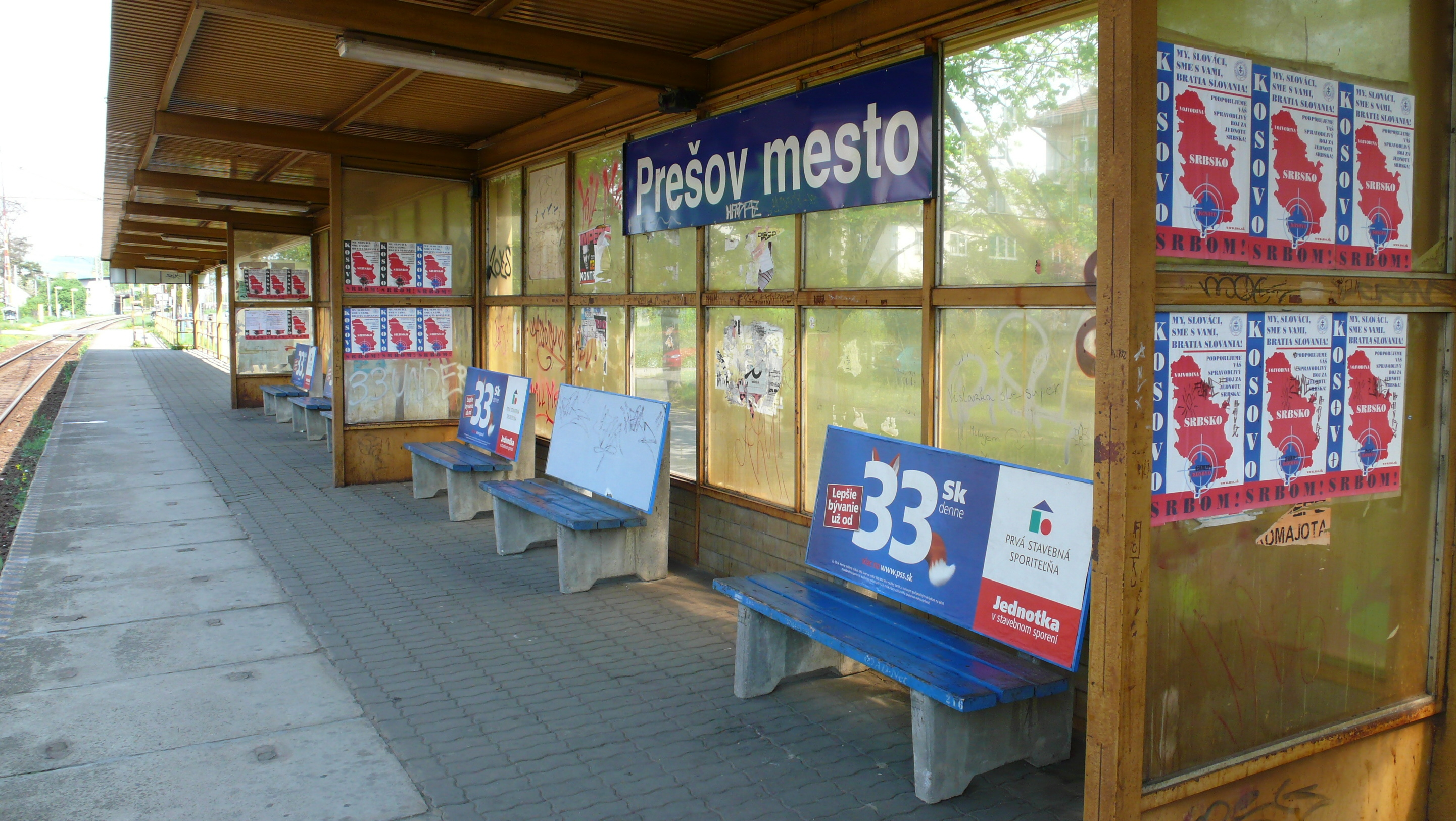
Plakaty wspierające ideę przynależności Kosowa do Serbii w Preszowie na Słowacji

Kosowo jest serbskie (serb. Косово је Србија, Kosovo je Srbija; dosłownie Kosowo to Serbia) – slogan używany w Serbii od 2004 roku, spopularyzowany zwłaszcza po jednostronnym ogłoszeniu przez Kosowo deklaracji niepodległości 17 lutego 2008. Slogan został użyty podczas serii protestów, także przez serbski rząd. Pojawia się na odzieży oraz graffiti, w 2009 roku w wyniku ataku hakerów został umieszczony na witrynach należących do Kosowa. Używany na całym świecie, głównie przez Serbów i Rosjan.
W 2008 roku serbski pływak Milorad Čavić został wykluczony z mistrzostw Europy po tym, jak po zdobyciu złotego medalu na 50 m stylem motylkowym na ceremonii medalowej zaprezentował koszulkę z napisem „Kosovo je Srbija”.

## Kampania medialna
Z inicjatywy Petara Petkovica została uruchomiona kampania medialna pod nazwą ang. Solidarity – Kosovo is Serbia (serb. Солидарност – Косово је Србија). Wzięło w niej udział wiele znanych serbskich osób publicznych, wśród nich m.in. Velimir Bata Živojinović, Sergej Trifunović, Svetlana Bojković czy Emir Kusturica.